# Hellwart Gabriel
Hellwart Gabriel (* 1. Februar 1939 in Glatz, Regierungsbezirk Breslau) ist ein ehemaliger deutscher Politiker (CDU).
Hellwart Gabriel besuchte das Freiherr-vom-Stein-Gymnasium in Berlin-Spandau und legte 1959 das Abitur ab. Er studierte Politikwissenschaft an der Freien Universität Berlin und wurde 1966 Diplom-Politologe. Während des Studiums trat er 1963 der CDU bei und wurde bei der Berliner Wahl 1967 in die Bezirksverordnetenversammlung (BVV) im Bezirk Spandau gewählt. Bei der Wahl 1975 wurde Gabriel zunächst in das Abgeordnetenhaus von Berlin gewählt, schied aber im Juni 1975 aus, da die BVV Spandau ihn zum Bezirksstadtrat für Jugend und Sport wählte. 1979 schied er aus dem Amt aus.
Gabriel trat 1976 dem Deutschen Roten Kreuz (DRK) bei und wurde im selben Jahr zum Vorsitzenden des DRK Spandau gewählt. Von 1980 bis 1995 war er Geschäftsführer des DRK Spandau, seit 1997 ist er wieder der Vorsitzende des DRK Spandau.
Der Bezirksbürgermeister Konrad Birkholz verlieh Gabriel 2010 die „Spandauer Ehrennadel“ für seine langjährige ehrenamtliche Tätigkeit.